# Robert Hennet
Robert Joseph Charles Hennet (født 22. januar 1886, død 2. juli 1957) var en belgisk fægter, som deltog to olympiske lege før og efter første verdenskrig.
Ved OL 1912 i Stockholm deltog Hennet i fleuret individuelt og kårde samt sabel i holdkonkurrencerne. I fleuret blev han nummer to i sin førsterundepulje, hvorpå han vandt sin kvartfinalepulje, inden en femteplads i semifinalen blev endestationen i konkurrencen. I kårde vandt belgierne i indledende runde over Rusland, og skønt de tabte i semifinalepuljen til Sverige, var sejre over Tyskland og Grækenland nok til at sende dem i finalen. Her fik de revanche mod Sverige og vandt desuden over Storbritannien, der fik sølv, og Holland, der fik bronze, hvilket sikrede dem guldet. I sabel var han med på det belgiske hold, der efter en delt førsteplads i indledende pulje blev treer i semifinalen, som blev endestationen og gav en samlet delt femteplads.
Ved OL 1920 i Antwerpen var Hennet med på holdet i fleuret, hvor belgierne med en fjerdeplads i indledende runde var ude af turneringen. Han stillede også op i sabel, både individuelt og i holdkonkurrencen. I den individuelle konkurrence blev han nummer to i sin indledende pulje og nummer fire i semifinalepuljen. I finalen vandt han fem matcher og tabte seks, hvilket indbragte ham en samlet syvendeplads. I holdkonkurrencen deltog alle hold i finalen, hvor belgierne med fire matchsejre og tre nederlag endte på en fjerdeplads.